# Mistrzostwa Ameryki Północnej, Środkowej i Karaibów juniorów w piłce siatkowej
Mistrzostwa Ameryki Północnej, Środkowej i Karaibów juniorów w piłce siatkowej (ang. NORCECA U-21 Men's Junior Volleyball Championship lub Men's Junior NORCECA Volleyball Championship) – międzynarodowy turniej siatkarski, w którym biorą udział męskie reprezentacje narodowe U-21 federacji należących do NORCECA. Pierwsze mistrzostwa odbyły się w 1998 roku w Gwatemali. Od tego czasu odbywają się co dwa lata.
Podczas dotychczas rozegranych ośmiu turniejów trzy reprezentacje sięgały po tytuł. Najbardziej utytułowanym jest Kuba, która wygrywała sześciokrotnie.

## Medaliści
| Rok  | Gospodarz         | 1. miejsce        | 2. miejsce        | 3. miejsce        |
| ---- | ----------------- | ----------------- | ----------------- | ----------------- |
| 1998 | Gwatemala         | Kanada            | Dominikana        | Stany Zjednoczone |
| 2000 | Kuba              | Kuba              | Portoryko         | Stany Zjednoczone |
| 2002 | Kanada            | Kanada            | Portoryko         | Stany Zjednoczone |
| 2004 | Kanada            | Kuba              | Stany Zjednoczone | Portoryko         |
| 2006 | Meksyk            | Kuba              | Stany Zjednoczone | Kanada            |
| 2008 | Salwador          | Kuba              | Kanada            | Stany Zjednoczone |
| 2010 | Kanada            | Stany Zjednoczone | Kanada            | Portoryko         |
| 2012 | Stany Zjednoczone | Stany Zjednoczone | Kanada            | Meksyk            |
| 2014 | Salwador          | Kuba              | Kanada            | Stany Zjednoczone |
| 2016 | Kanada            | Stany Zjednoczone | Kuba              | Kanada            |
| 2018 | Kuba              | Kuba              | Dominikana        | Kanada            |

## Klasyfikacja medalowa
| Lp.   | Państwo           | Złoto | Srebro | Brąz | Razem |
| ----- | ----------------- | ----- | ------ | ---- | ----- |
| 1     | Kuba              | 5     | 0      | 0    | 5     |
| 2     | Kanada            | 2     | 4      | 1    | 7     |
| 3     | Stany Zjednoczone | 2     | 2      | 5    | 9     |
| 4     | Portoryko         | 0     | 2      | 2    | 4     |
| 5     | Dominikana        | 0     | 1      | 0    | 1     |
| 6     | Meksyk            | 0     | 0      | 1    | 1     |
| Razem | Razem             | 9     | 9      | 9    | 27    |